# Паричи
Па́ричи (бел. Па́рычы) — городской посёлок в Светлогорском районе Гомельской области Республики Беларусь. Административный центр Паричского сельсовета.
Численность населения — 1 783 человек (на 1 января 2025 года).

## География

### Расположение
В 33 км на северо-запад от города Светлогорска, 31 км от железнодорожной станции Светлогорск-на-Березине (на линии Жлобин — Калинковичи), 143 км от города Гомеля.

### Гидрография
Паричи расположены на реке Березина (приток Днепра).
Здесь начинается Паричский канал (не путать с Парицким каналом в Гатчинском районе Ленинградской области РФ), который проходит в Светлогорском районе, соединяя реку Березина(приток Днепра) с рекой Ипа(приток Припяти). Построен для мелиорации заболоченных земель Полесья, улучшения водного режима территории и развития сельского хозяйства.
Длина около 25 км. Проложен в направлении с севера на юг, пересекая обширные лесные и болотистые массивы. Регулирует сток воды, предотвращая подтопления и обеспечивая осушение земель. Создан в советский период (в 1960–1970-х годах) в рамках масштабных мелиоративных проектов по освоению Полесских болот. Канал сыграл важную роль в развитии сельского хозяйства региона, но его строительство также повлияло на экосистемы Полесья.Основная функция — регулирование водного баланса. В меньшей степени может использоваться для местного судоходства или рыболовства.
Как и многие мелиоративные каналы, Паричский канал внёс изменения в природные ландшафты, что вызывает дискуссии о балансе между хозяйственной деятельностью и сохранением биоразнообразия.
Регион вокруг канала популярен среди любителей экологического туризма благодаря уникальным пейзажам Полесья.

### Полезные ископаемые
Поблизости имеются залежи глины.

## Транспортная система и планировка
Автодороги Бобруйск — Речица и Паричи — Озаричи. Планировка плотная, квартальная. Ориентация улиц: с юго-востока на северо-запад и с юго-запада на северо-восток. На юге обособлено расположены 2 короткие улицы, близкие к широтной ориентации. Часть застройки кирпичная, многоэтажная.
Расположена автобусная станция, паромная переправа.

## Геральдика
Герб и флаг утверждены решением Светлогорского районного Совета депутатов от 6 июня 2001 года № 65. Зарегистрированы в Гербовом матрикуле Республики Беларусь 29 ноября 2001 года № 73.

## История

### От возникновения до 1918 года
Выявленное археологами поселение эпохи неолита (датируется V—III тысячелетиями до н. э., в 0,5 км на северо-запад от посёлка, на первой надпоймовой террасе правого берега Березины) свидетельствует о деятельности человека в этих местах с древних времён.
По письменному источнику Паричи известны с 1639 года как село, центр государственного «двора» (поместья) в Бобруйском старостве Речицкого повета Минского воеводства Великого княжества Литовского, Речь Посполитая (пол. Parycze). Находились в «Трокской половине» староства (от названия города Троки, современный Тракай в Литве), имели 20 волок земли. Стояли на тракте Бобруйск — Чернигов.
С 1793 года, в результате II раздела Речи Посполитой — в Российской империи, центр волости Бобруйского уезда Минской губернии. С 1797 года были владением адмирала П. И. Пущина и его потомков. Действовал храм, который в 1798 году был переведён из греко-католичества в православие. В 1800 году в местечке Паричи — 111 крестьян и 18 шляхтичей.
Во время Отечественной войны 1812 года около Паричей происходили столкновения русских войск генерала Ф. Ф. Эртеля с французской армией (главным образом, с польским корпусом Я. Домбровского). Некоторое время здесь размещался 4-й кавалерийский полк французских войск.

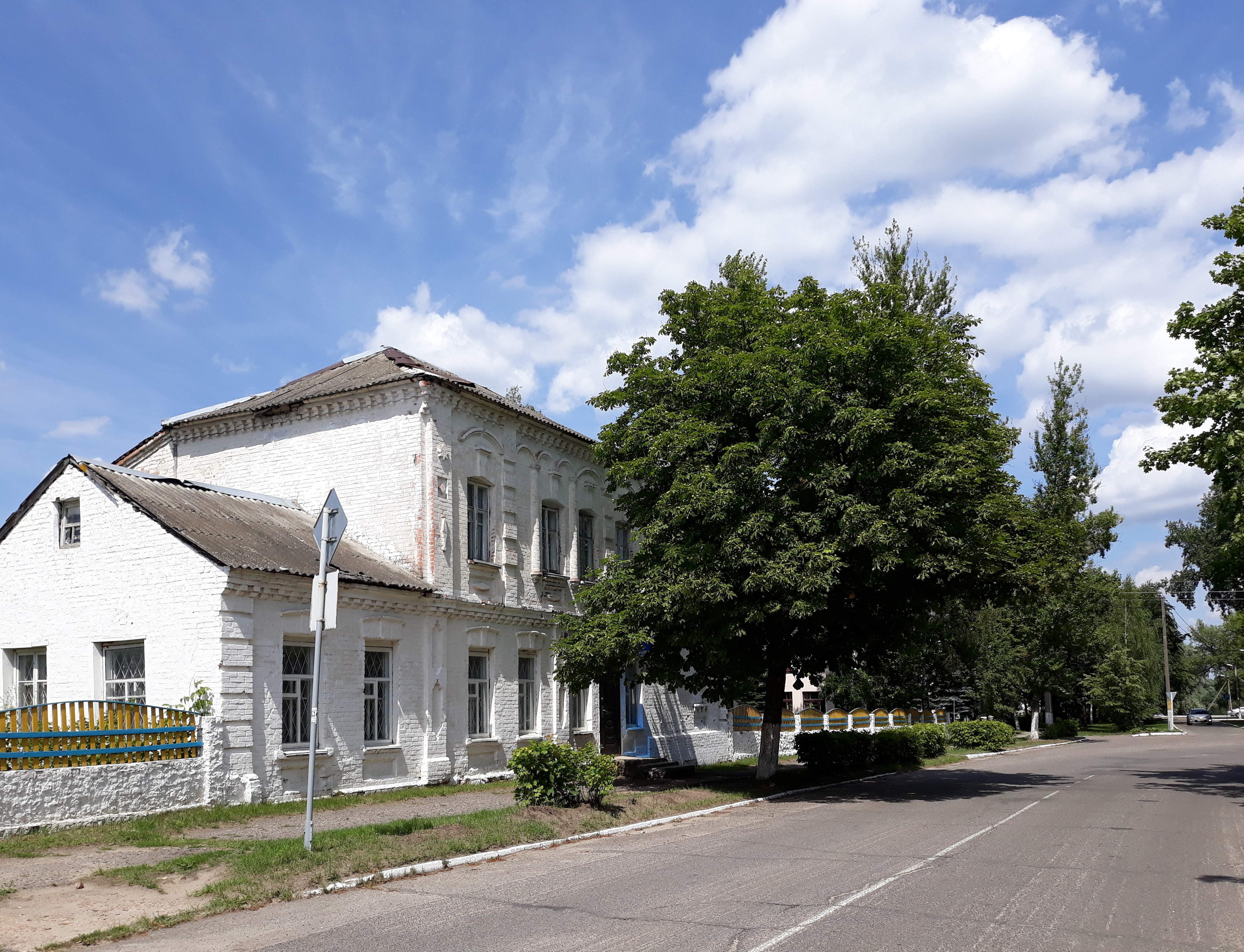
Здание бывшего женского училища

В 1819 году сенатором И. Пущиным вместо прежнего построено новое деревянное на кирпичном фундаменте здание Свято-Духовой церкви (метрические книги хранились с 1801 года). С 1822 года действовало женское училище духовного ведомства, а в 1839 году открыто приходское училище для сельских детей.
В 1845 году начато производство сахара и начал работать спиртзавод. О высокой торговой активности в Паричах свидетельствует то, что в 1861 году на ярмарке было продано товаров на 54 250 рублей, что значительно превышало показатели многих других местечек и городов.
В 1863 году возведена также церковь во имя Св. равноапостольной Марии Магдалины при женском училище духовного ведомства (здания церквей не сохранились).
В 1865 году образовано предприятие по изготовлению канатов. Владения помещицы М. Пущиной в 1872 году составляли 13 918 десятин земли. В 1881 году построено кирпичное здание женского училища, чуть позже — деревянное здание больницы. В 1883 году началось изготовление дёгтя. В Паричскую волость в 1885 году входили 28 селений с 683 дворами.
В 1886 году начала работу церковно-приходская школа и построено здание для неё. Имелись 2 церкви, 6 еврейских молитвенных домов, больница, школа, почтовая станция, кожевенная мастерская, винокурня, 2 водяные мельницы, 101 магазин.
Согласно переписи 1897 года, действовали 2 часовни, 5 еврейских молитвенных домов, 75 магазинов, аптека, 2 постоялых двора, трактир, харчевня, 2 народных училища, женское училище духовного ведомства, сельская лечебница. В фольварке находилась винокурня. Действовали почтово-телеграфная контора и ссудо-сберегательное товарищество. Основным предметом торговли в местечке был лес. На Березине работала пристань.
В декабре 1917 года польский офицер Гольц (во время мятежа корпуса И. Довбор-Мусницкого) без суда и следствия повесил несколько крестьян.

### С 1918 года до нашего времени
С 25 марта 1918 года Паричи — в провозглашённой Белорусской Народной Республике; с 1 января 1919 года — в Белорусской Советской Социалистической Республике, с 27 февраля 1919 года — в Литовско-Белорусской Советской Социалистической Республике, с 31 июля 1920 — вновь в БССР, входившей с 30 декабря 1922 года до 26 декабря 1991 года в СССР, с 19 сентября 1991 года — Республика Беларусь.
Летом 1918 года во время немецкой оккупации местечковцы создали партизанский отряд (руководитель В. Кабанович). В фольварке в начале 1920-х годов был организован совхоз «Красный флаг».
В 1921 году Минская губерния была упразднена, а её уезды (в том числе Бобруйский) стали входить непосредственно в состав БССР. 20 августа 1924 года волости (в том числе Паричская) и уезды упразднены. С 17 июля 1924 года местечко Паричи — центр образованного района, который входит в Бобруйский округ (существовал до 26 июля 1930 года), а затем: с 20 февраля 1938 года — в Полесскую, с 20 апреля 1944 года — в Бобруйскую, с 8 января 1954 года — в Гомельскую область.
В 1925 году большую часть жителей составляли евреи (в 1926 году — 71,4 %). Работали 2 паровые мельницы, электростанция, телефонная станция, 7-летняя школа. В 1929 году организован колхоз «Октябрь», работали маслозавод (с 1932 года), типография, паровая мельница, лесопилка, металлообрабатывающая, трикотажная (в 1932 году — 36 рабочих), портняжная, сапожная и мебельная (в 1932 году — 54 рабочих) мастерские, смолокурня, крахмальный завод, кузница, промкомбинат. Издавалась районная газета (с 1932 года). В 1932 году открылась первая в Беларуси транспортная авиалиния Минск — Глуск — Паричи — Мозырь, местечко стало принимать транспортные самолёты.
27 сентября 1938 года местечки как официальный тип населённых пунктов были отменены; местечко Паричи преобразовано в городской посёлок.
Во время Великой Отечественной войны 26 июня 1941 года создан истребительный батальон (командир М. И. Троян), который 28 июня 1941 года уничтожил группу диверсантов, пытавшихся сжечь мост через Березину. В начале июля 1941 года немецкие войска захватили Паричи, но местный и Речицкий истребительные отряды вместе с подразделениями Красной Армии 12 июля 1941 года выбили врага и удерживали посёлок до конца июля. Во время оккупации посёлка фашистами жителей-евреев согнали в гетто и 18 октября 1941 года всех убили — 1700 человек. С оккупантами боролось патриотическое подполье (руководитель И. И. Евдокимов). С сентября 1943 по июль 1944 года у посёлка партизанской бригадой № 99 им. Гуляева под командованием В. К. Яковенко велась партизанская война. Райцентр Паричи был освобождён 26 июня 1944 года частями 105-го стрелкового корпуса (75-й гвардейской стрелковой дивизией) при поддержке 17-й танковой бригады 1-го танкового корпуса и Днепровской военной флотилии с участием партизан. В боях за освобождение Паричей и окружающих деревень погибли в 1943—44 годах 877 советских солдат, в их числе Герой Советского Союза Н. А. Леухин (похоронены в братской могиле, в сквере на берегу Березины).
9 июня 1960 года центр района перенесён в г. п. Шатилки, 29 июля 1961 года городской посёлок Шатилки преобразован в город районного подчинения Светлогорск, а Паричский район переименован в Светлогорский. В Паричах был образован поселковый Совет. 1 декабря 2009 года в его территорию включены также 14 деревень (упразднённого Козловского сельсовета).
С 12 декабря 2013 года в составе Паричского сельсовета.

## Демография

### Численность
- 2025 год — 1 783 человек[5]

### Динамика
- 1639 год — 43 дома, 239 жителей
- 1848 год — 250 дворов
- 1866 год — 265 дворов
- 1897 год — 442 двора, 3884 жителя[13], в фольварке — 91 житель (согласно переписи)
- 1908 год — 520 дворов, 4485 жителей
- 1925 год — 643 хозяйства
- 1999 год — 780 дворов, 2800 жителей
- 2004 год — 2400 человек
- 2016 год — 1833 человек
- 2021 год — 1939 человек
- 2023 год — 1 839 человек[14]
- 2025 год — 1 783 человек[5]

| Численность населения в XX—XXI веках:                                                           |
| Графики недоступны из-за технических проблем. См. информацию на Фабрикаторе и на mediawiki.org. |

## Экономика
В 2012 году Паричский консервный завод был признан банкротом и ликвидирован. В его бывших помещениях было создано частное предприятие по производству виски.
Расположены промышленный комбинат, комбинат стройматериалов, кирпичный, консервный, плодово-овощной заводы, частное унитарное сельскохозяйственное предприятие «Светлогорский агрохимсервис», ОАО «Агропромтехника», агрохимлаборатория, 3 малых предприятия.
Кругом — угодья коммунального сельскохозяйственного унитарного предприятия «Паричи» (центр — в деревне Козловка).

## Инфраструктура
Расположены лесничество, отделение почтовой связи, цех районного комбината бытового обслуживания, больница.

## Образование
Расположены средняя и музыкальная школы, межшкольный учебно-производственный комбинат, 3 дошкольных учреждения, дом детского и юношеского творчества, 2 библиотеки.

## Культура
- Дом культуры
- Музей Боевой славы ГУО «Паричская средняя школа»
- Музей черепах

## Достопримечательности
- Братская могила —  Историко-культурная ценность Республики Беларусь, шифр 313Д000767
- Здудичский каменный крест (не позже XIV века). Установлен в храме.
- Здание больницы (деревянное, 2-я половина XIX века)
- Здание бывшего женского училища (1881) —  Историко-культурная ценность Республики Беларусь, шифр 313Г000768
- Дом лесопромышленника (начало XX века) —  Историко-культурная ценность Республики Беларусь, шифр 313Г000769
- Церковь Св. Марии Магдалины

### Памятник, скульптура
- Памятник В. И. Ленину
- Мемориальная доска в честь Героя Советского Союза А. М. Пинчука на здании ГУО «Паричская средняя школа»
- Мемориальная доска Н. А. Леухину
- Памятник партизанам Кирею и Марии Дудко[24]
- Памятный знак в честь павших героев Великой Отечественной войны. Установлен у перекрёстка дорог на г. п. Паричи и аг. Козловка[25]
- Мемориальный комплекс в память о земляках, погибших в годы Великой Отечественной войны[26]

## Галерея

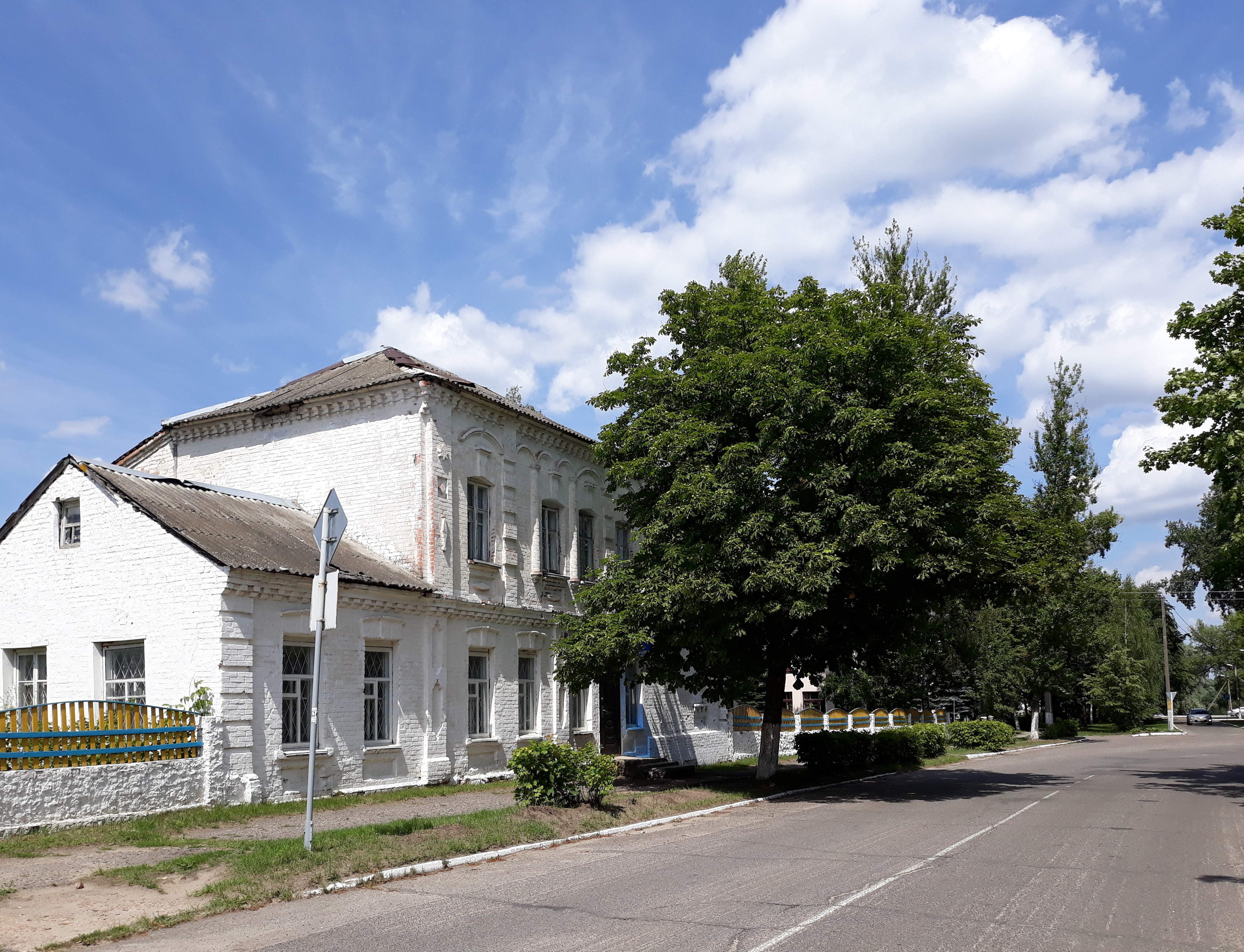
Здание бывшего женского училища
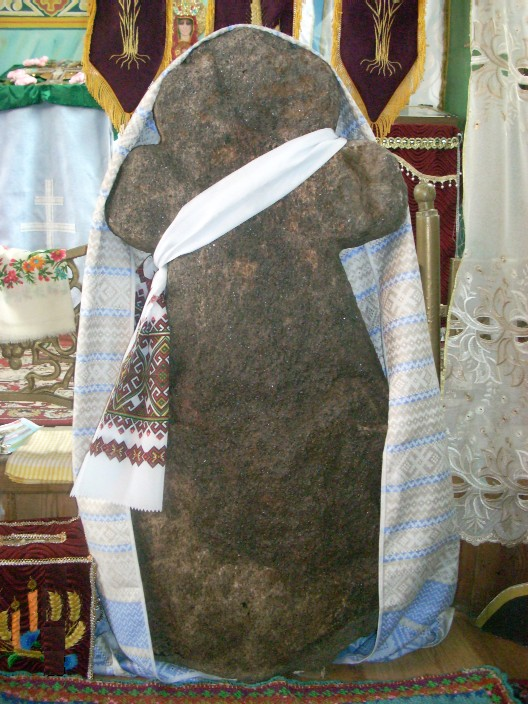
Здудичский каменный крест
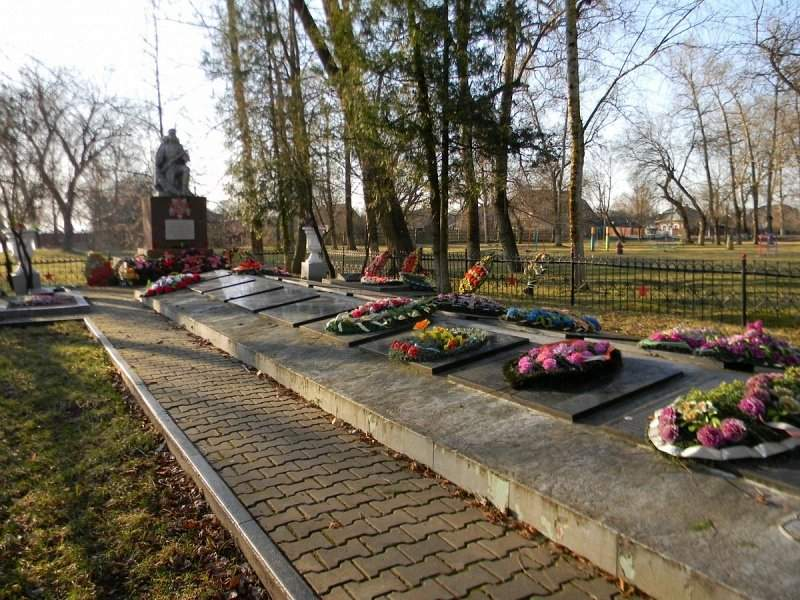
Братская могила
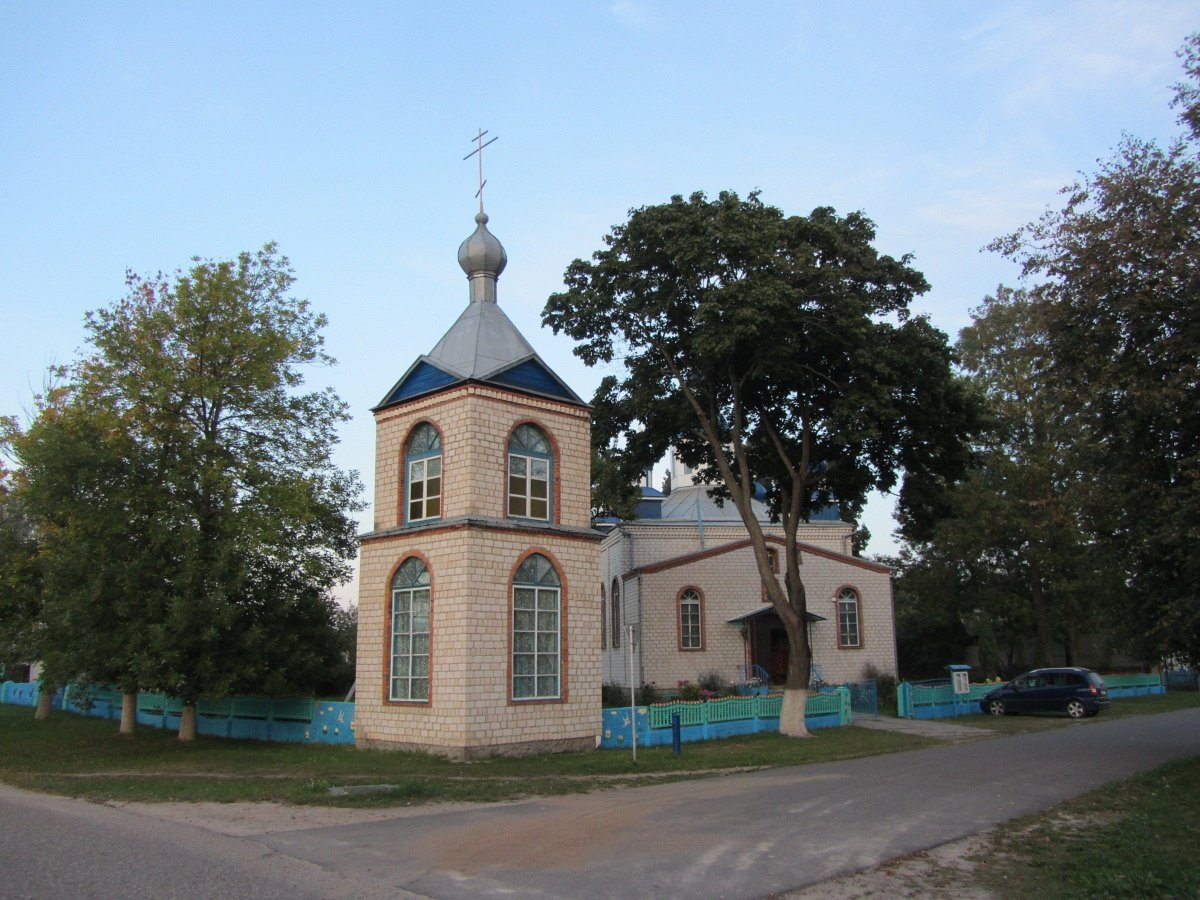
Церковь Св. Марии Магдалины
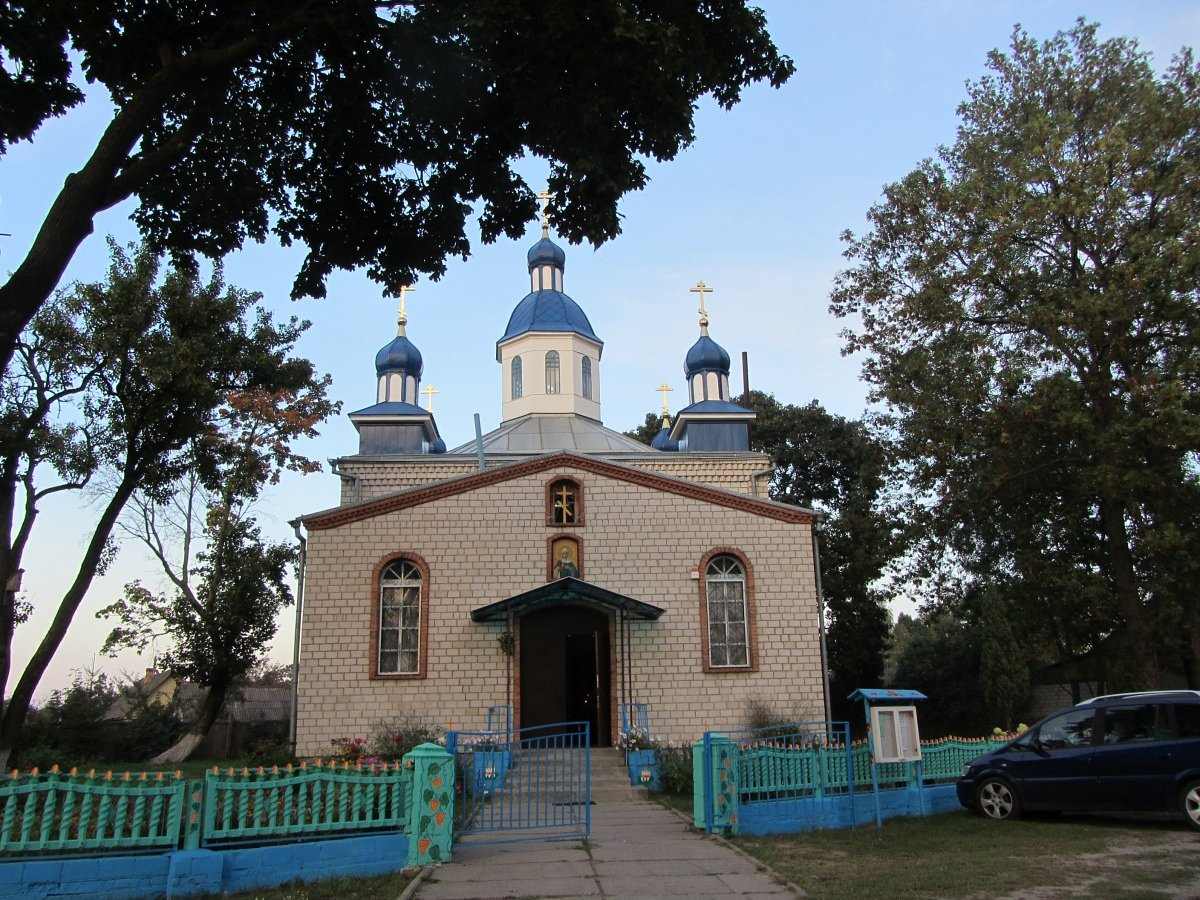
Церковь Св. Марии Магдалины